# 施米茨公園大橋
施米茨公園大橋（英語：Schmitz Park Bridge）是一座建於1936年，橋長53米（175英尺），跨越西雅圖施米茨公園的一個山溝的混凝土箱樑橋。大橋在被列入國家史蹟名錄的同時，也是西雅圖的城市地標。
大桥是由城市工程師克拉克·埃尔德里奇所設計，它取代了在1916年已經架設的木材桁架橋。联邦公共工程管理局為大橋的興建提供了資金，但当地的天然气税和高速公路興建撥款也是资金來源之一，工程總費用為13.4萬美元。由混凝土箱梁結構所組成的剛架使大橋比前之前所興建的任何大橋長60%。大橋在1981年12月28日成為西雅圖地標，並在翌年7月16日被國家史蹟名錄收錄。
大橋橋下的街頭藝術品受C-Monster的艺术和西雅图邮讯报的一名评论家的贊譽。